# 平冢常次郎
平冢常次郎（日語：平塚 常次郎/ひらつか つねじろう，1881年11月9日—1974年4月4日），日本的政治家、实业家，曾担任吉田茂时期的运输大臣。